# Amhara (genre)
Pour les articles homonymes, voir Amhara.
Genre
Synonymes
- Argobba Roewer, 1935
- Harsadia Roewer, 1935

Amhara est un genre d'opilions laniatores de la famille des Assamiidae.

## Distribution
Les espèces de ce genre sont endémiques d'Éthiopie.

## Liste des espèces
Selon World Catalogue of Opiliones (22/06/2021) :
- Amhara grata Pavesi, 1897
- Amhara nigrescens (Roewer, 1935)

## Publication originale
- Pavesi, 1897 : « Studi sugli aracnidi africani IX. Aracnidi Somali e Galla raccolti da Don Eugenio dei Principi Rispoli. » Annali del Museo Civico di Storia Naturale di Genova, vol. 38, p. 151–188 (texte intégral).